# 1971年苏丹政变
1971年苏丹政变是一场未遂政变。这场政变由亲苏丹共产党的哈希姆·阿塔少校领导，他是发动1969年苏丹政变的自由军官组织的创始成员之一。这场政变的目的是反对总统加法尔·尼迈里的政府。1971年7月19日政变爆发，苏丹政府被推翻，但起义未能获得国内和国际支持。几天后，尼迈里的支持者发动了反政变，释放了尼迈里并推翻了阿塔政府。
政变后，尼迈里在国防部长哈立德·哈桑·阿巴斯的推动下，采取行动来加强他的统治。到了年底，最高权力从多成员的全国革命指导委员会转移到由尼迈里担任的总统职位上。在接下来的几年里，委员会剩余的前成员的权威被削弱，到1975年，除了阿布·加西姆·穆罕默德·易卜拉欣之外的所有人都被迫离开政府。

## 背景
在压制了安萨尔运动的保守反对派后，通过1969年苏丹政变上台的全国革命指导委员会集中精力巩固其政治组织，逐步消除共产党的参与。这一策略引发了苏丹共产党内部的争论。由苏丹共产党总书记阿卜杜·哈利克·马赫朱布领导的正统派要求建立一个由共产党人作为平等伙伴参与的人民阵线政府。另一方面，国家共产主义派则支持与政府合作。
军队在阿巴岛镇压安萨尔运动后不久，尼迈里就转向镇压苏丹共产党。他下令将阿卜杜·哈利克·马赫朱布驱逐出境。当苏丹共产党总书记非法返回苏丹时，尼迈里将他软禁起来。1971年3月，尼迈里表示，传统的共产主义据点，即工会将置于政府控制之下。全国革命指导委员会还禁止共产党附属的学生组织、妇女组织和专业组织。此外，尼迈里还宣布计划组建一个名为苏丹社会主义联盟的全国性政治组织，该组织将控制包括苏丹共产党在内的所有政党。这次演讲之后，政府逮捕了苏丹共产党中央委员会成员和其他领导人。

## 经过

### 午睡政变
然而，苏丹共产党保留了一个在这次扫荡中没有受损的秘密组织。在对该党采取进一步行动之前，苏丹共产党对尼迈里发动了政变。政变发生于7月19日下午，当时首都喀土穆相对安静，因为许多苏丹人在中午的烈日下休息去午睡。因此，阿塔将坦克开进政府大楼周围的阵地，占领了总统府，并俘虏了尼迈里和他的几十名追随者。
此时，阿塔宣布自己、巴比克·努尔和法鲁克·奥斯曼·哈姆达拉负责组织政府，并宣布成立新的革命委员会。这三人被传为共产主义者，然而他们否认这一点。新政府的第一个行动就是解除尼迈里对苏丹共产党及其各个附属组织的禁令。阿塔在广播中宣布，新政府将与共产主义者和社会主义国家进行更密切的合作，并表示苏丹共产党人将加入新的联合政府。
民众最初对政变的反应有限，阿塔的部队没有受到苏丹武装部队或广大民众的反对。然而，喀土穆确实出现了共产党人举行支持政变的示威活动。当阿塔在喀土穆时，他的政变领导人同僚努尔和哈姆达拉在伦敦，当时哈姆达拉陪同努尔去接受治疗。得知政变成功后，两人结束了自己的事务，准备飞回喀土穆，努尔将担任新政府的参谋长。

### 反应
尽管阿塔轻而易举地占领了喀土穆，但政变并没有得到广泛的支持。虽然苏丹共产党是阿拉伯世界最大的共产党，但其支持基础仅限于苏丹人口的一小部分。与此相反，苏丹的宗教徒和保守派人士普遍反对共产主义，认为共产主义与无神论有危险的联系。
除此之外，苏丹的邻国也反对新的共产主义政府。苏丹的邻国都不希望邻国有一个共产主义或同情共产主义的政府，埃及总统穆罕默德·安瓦尔·萨达特首先下令前往喀土穆进行实况调查，随后又下令驻扎在喀土穆以南的埃及军队抵抗政变。
卡达菲治下的利比亚也支持尼迈里。穆阿迈尔·卡扎菲和尼迈里一样，在两年前上台，卡扎菲此时也恶毒地反共。卡扎菲的反应远比萨达特极端，他派出两架利比亚战斗机击落了从伦敦运送努尔和哈姆达拉返回喀土穆的英国航空公司喷气式客机。飞机在利比亚迫降，两人被带下飞机被捕。
沙特阿拉伯也对红海另一边新的共产主义政府的前景感到担忧，尽管沙特阿拉伯没有对新苏丹政府采取任何明确的行动。然而，伊拉克复兴党政权确实对新政府做出了积极的回应，公开支持政变，而且实际上是唯一这样做的阿拉伯政府。巴格达派出一架载有伊拉克代表团的客机前往喀土穆祝贺阿塔和他的新政府，尽管这架客机在穿越沙特阿拉伯时神秘坠毁。

### 反政变

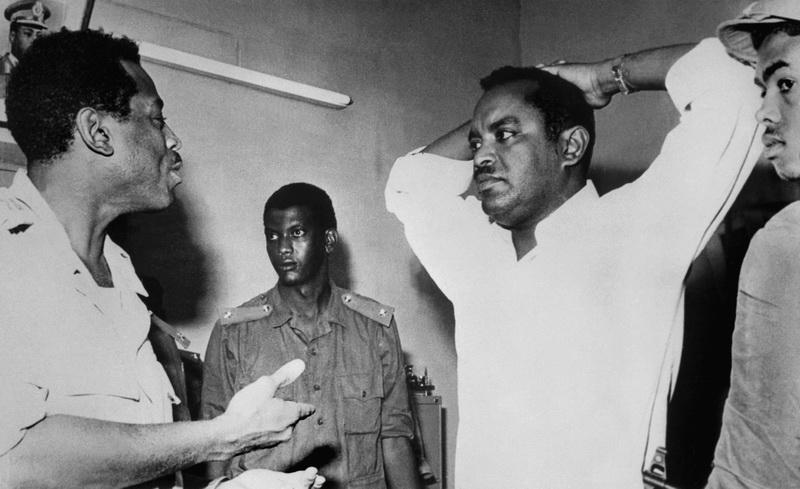
哈希姆·阿塔正在接受哈立德·哈桑·阿巴斯的审讯

阿塔并不知道努尔和哈姆达拉的飞机在利比亚被迫降落，他于7月22日上午前往喀土穆国际机场迎接两人返回苏丹。此时阿塔已经意识到，政变可能比最初看起来更加困难，并下令阻止任何反政变的企图。军队被命令停止移动在喀土穆地区的坦克，大多数装甲旅和伞兵被休假，忠诚度受到怀疑的部队的武器和弹药被移走并锁起来。据传言，阿塔并非独自采取这些行动，而是在苏联军事人员的建议和支持下采取的。
在得知飞机的状况后，阿塔前往喀土穆市中心，在他为欢迎努尔和哈姆杜拉归来而举行的集会上发表讲话。阿塔向人群呼吁，拼命地试图为他的政变争取支持，但人群很少，阿塔受到质问，有人呼吁尼迈里回归。
几个小时内，效忠尼迈里的军队进入喀土穆，与效忠阿塔的部队交战，并在短暂的战斗后释放了尼迈里。努尔和哈姆杜拉被卡扎菲送回喀土穆，并与阿塔和其他六名政变领导人一起被处决。

## 结果
在苏丹共产党发动的政变中幸存下来后，尼迈里重申了他对建立社会主义国家的承诺。 1971年8月公布的临时宪法将苏丹描述为“社会主义民主国家”，并规定以总统制政府取代全国革命指导委员会。次月举行的公投中，尼迈里当选总统，任期六年。
政变使苏丹的外交和国内政策发生重大变化。事件发生后，苏丹共产党的主要成员被处决，几个共产党主导的工会被取缔。外交上，尼迈里驱逐了东德安全顾问，并谴责苏联及其大多数欧洲盟友对未遂政变的态度。